# Tim Cahill
Timothy Filiga Cahill (Sydney, 6 december 1979) is een Australisch voormalig profvoetballer die bij voorkeur speelde als aanvallende middenvelder. Cahill maakte in maart 2004 zijn debuut in het Australisch voetbalelftal. Zijn moeder is afkomstig uit Samoa. Op 23 augustus 2021 werd bekendgemaakt dat hij de raad van bestuur van  Belgische eersteklasser KAS Eupen vervoegde.

## Clubcarrière
Cahill begon zijn carrière als voetballer bij Sydney Olympic en later Sydney United. Vanaf 1997 speelde hij voor Millwall in de Engelse First Division. In het seizoen 2003/04 was Cahill een van de dragende spelers in de winstreeks van Millwall in de FA Cup die tot de finale leidde, waarin Manchester United met 3–0 te sterk was. Aangezien Manchester United zich via de competitie van Europees voetbal had verzekerd, plaatste Millwall FC zich met dit resultaat voor de UEFA Cup. Cahill werd in de zomer gecontracteerd door toenmalig Premier League-club Everton. In zijn eerste jaar werd hij daar met elf competitiedoelpunten clubtopscorer. Met die club stond hij op 30 mei 2009 in de finale van de strijd om de FA Cup. Daarin verloor de ploeg van trainer David Moyes met 2–1 van Chelsea door doelpunten van Didier Drogba en Frank Lampard.
Hij tekende in januari 2018 een contract tot medio 2018 bij Millwall, dat hem transfervrij inlijfde. Medio 2018 ging hij naar Jamshedpur dat uitkomt in de Indian Super League. Op 28 maart 2019 kondigde Cahill het einde van zijn voetballoopbaan aan.

## Clubstatistieken
| Seizoen         | Club               | Competitie                      | Competitie | Competitie | Beker | Beker | Internationaal | Internationaal | Totaal | Totaal |
| Seizoen         | Club               | Competitie                      | Wed.       | Dlp.       | Wed.  | Dlp.  | Wed.           | Dlp.           | Wed.   | Dlp.   |
| --------------- | ------------------ | ------------------------------- | ---------- | ---------- | ----- | ----- | -------------- | -------------- | ------ | ------ |
| 1997/98         | Millwall           | Football League Second Division | 1          | 0          | 0     | 0     | -              | -              | 1      | 0      |
| 1998/99         | Millwall           | Football League Second Division | 36         | 6          | 1     | 0     | -              | -              | 37     | 6      |
| 1999/00         | Millwall           | Football League Second Division | 45         | 12         | 3     | 0     | -              | -              | 48     | 12     |
| 2000/01         | Millwall           | Football League First Division  | 41         | 9          | 6     | 1     | -              | -              | 47     | 10     |
| 2001/02         | Millwall           | Football League First Division  | 43         | 13         | 4     | 0     | -              | -              | 47     | 13     |
| 2002/03         | Millwall           | Football League First Division  | 11         | 3          | 0     | 0     | -              | -              | 11     | 3      |
| 2003/04         | Millwall           | Football League First Division  | 40         | 9          | 8     | 3     | -              | -              | 48     | 12     |
| Club totaal     | Club totaal        | Club totaal                     | 217        | 52         | 22    | 4     | 0              | 0              | 239    | 56     |
| 2004/05         | Everton            | Premier League                  | 33         | 11         | 5     | 1     | -              | -              | 38     | 12     |
| 2005/06         | Everton            | Premier League                  | 32         | 6          | 3     | 1     | 4              | 1              | 39     | 8      |
| 2006/07         | Everton            | Premier League                  | 18         | 5          | 3     | 2     | -              | -              | 21     | 7      |
| 2007/08         | Everton            | Premier League                  | 18         | 7          | 4     | 1     | 6              | 2              | 28     | 10     |
| 2008/09         | Everton            | Premier League                  | 30         | 8          | 8     | 1     | 2              | 0              | 40     | 9      |
| 2009/10         | Everton            | Premier League                  | 33         | 8          | 3     | 1     | 7              | 1              | 43     | 10     |
| 2010/11         | Everton            | Premier League                  | 27         | 9          | 1     | 0     | -              | -              | 28     | 9      |
| 2011/12         | Everton            | Premier League                  | 35         | 2          | 6     | 1     | -              | -              | 41     | 3      |
| Club totaal     | Club totaal        | Club totaal                     | 226        | 56         | 33    | 8     | 19             | 4              | 278    | 68     |
| 2012            | New York Red Bulls | Major League Soccer             | 12         | 1          | 2     | 0     | -              | -              | 14     | 1      |
| 2013            | New York Red Bulls | Major League Soccer             | 29         | 12         | 0     | 0     | -              | -              | 29     | 12     |
| 2014            | New York Red Bulls | Major League Soccer             | 28         | 3          | 0     | 0     | 1              | 0              | 29     | 3      |
| Club totaal     | Club totaal        | Club totaal                     | 69         | 16         | 2     | 0     | 1              | 0              | 72     | 16     |
| 2015            | Shanghai Shenhua   | China Super League              | 28         | 11         | 6     | 1     | –              | –              | 34     | 12     |
| Club totaal     | Club totaal        | Club totaal                     | 28         | 11         | 6     | 1     | 0              | 0              | 34     | 12     |
| 2016            | Hangzhou Greentown | China Super League              | 16         | 4          | 0     | 0     | –              | –              | 16     | 4      |
| Club totaal     | Club totaal        | Club totaal                     | 16         | 4          | 0     | 0     | 0              | 0              | 16     | 4      |
| 2016/17         | Melbourne City     | A-League                        | 22         | 11         | 4     | 2     | –              | –              | 26     | 6      |
| 2017/18         | Melbourne City     | A-League                        | 6          | 0          | 1     | 0     | –              | –              | 7      | 0      |
| Club totaal     | Club totaal        | Club totaal                     | 28         | 11         | 5     | 2     | 0              | 0              | 33     | 13     |
| 2017/18         | Millwall           | Football League Championship    | 10         | 0          | 0     | 0     | -              | -              | 10     | 0      |
| Club totaal     | Club totaal        | Club totaal                     | 10         | 0          | 0     | 0     | 0              | 0              | 10     | 0      |
| 2018/19         | Jamshedpur         | Indian Super League             | 11         | 2          | -     | -     | 0              | 0              | 11     | 2      |
| Club totaal     | Club totaal        | Club totaal                     | 11         | 2          | 0     | 0     | 0              | 0              | 11     | 2      |
| Carrière totaal | Carrière totaal    | Carrière totaal                 | 605        | 145        | 68    | 15    | 20             | 4              | 693    | 171    |

Bijgewerkt tot en met het seizoen 2018/19.

## Interlandcarrière

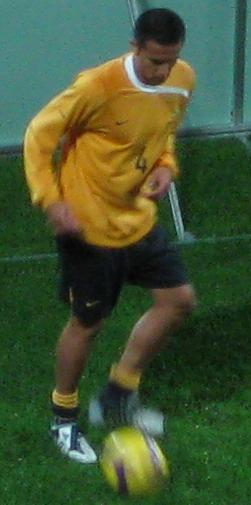
Tim Cahill (2008)

Cahill speelde op veertienjarige leeftijd zijn eerste interland met het elftal onder 20 van Samoa. Hierdoor mocht Cahill aanvankelijk niet meer uitkomen voor Australië, totdat de FIFA besloot dat jeugdinterlands niet meer bindend waren. Hierdoor kon Cahill in maart 2004 alsnog zijn debuut maken voor het Australisch elftal in een oefenwedstrijd tegen Zuid-Afrika. Later in 2004 werd Cahill met zes doelpunten topscorer van de door de Socceroos gewonnen Oceanië Cup, en nam hij deel aan de Olympische Spelen van Athene. Een jaar behoorde Cahill tot de Australische selectie voor de FIFA Confederations Cup in Duitsland. In november 2005 was Cahill basisspeler in het beslissende kwalificatieduel voor het Wereldkampioenschap voetbal 2006 tegen Uruguay. Australië zou zich na een strafschoppenserie plaatsen voor het WK. Op het WK maakte Cahill als invaller in de eerste groepswedstrijd tegen Japan het eerste doelpunt ooit voor Australië op een WK. Zijn doelpunt leidde tot een comeback van de Socceroos in de slotfase. Een 0–1 achterstand werd omgebogen in een 3–1 overwinning door doelpunten van Cahill (2) en John Aloisi. In de volgende wedstrijden startte Cahill steeds in basis en Australië zou uiteindelijk in de achtste finales door Italië worden uitgeschakeld. Cahill behoorde tot de selectie voor de Azië Cup 2007, het eerste Aziatische toernooi waaraan Australië deelnam na de overstap van de OFC naar de AFC in januari 2007. Het toernooi werd met uitschakeling in de kwartfinale tegen Japan na strafschoppen geen groot succes, maar Cahill maakte in de eerste groepswedstrijd tegen Oman wel het eerste Australische doelpunt ooit op een Aziatisch kampioenschap.
Cahill nam in juni 2017 met Australië als aanvoerder deel aan de FIFA Confederations Cup in Rusland, waar in de groepsfase eenmaal werd verloren en tweemaal werd gelijkgespeeld. De laatste groepswedstrijd tegen Chili (1–1 gelijkspel) was zijn honderdste interland.
Op dinsdag 10 oktober 2017 was Cahill met zijn twee doelpunten in de cruciale play-off voor het WK tegen Syrië (2–1) de held van Australië. Maar de aanvaller raakte na afloop van het duel in Sydney in opspraak, omdat hij door het Australische reisbureau TripADeal zou zijn gesponsord voor het vieren van zijn doelpunt. Waar hij zijn doelpunten normaliter bij de cornervlag viert, imiteerde hij ditmaal een vliegtuig door met gespreide armen over het veld te lopen. Bij het teruglopen naar zijn eigen helft na de 2–1 maakte hij met zijn handen ook nog eens de letter "T". Dit was volgens sommige media in zijn vaderland een verwijzing naar TripADeal, dat hem in ruil hiervoor zou betalen. Het bedrijf plaatste na de wedstrijd een bericht op Instagram met de tekst: "Hebben jullie Tim Cahill, onze gloednieuwe ambassadeur, gezien na zijn winnende goal vanavond? Gefeliciteerd Tim!".
In mei 2018 maakte Bert van Marwijk bekend dat Cahill mee zou gaan naar het Wereldkampioenschap voetbal 2018 in Rusland. In de wedstrijden tegen Frankrijk (2–1 verlies) en Denemarken (1–1) zat Cahill de hele wedstrijd op de bank. In de laatste poulewedstrijd tegen Peru viel hij in de 53e minuut in voor Tomi Juric. Cahill kon echter niet voorkomen dat Australië met 0–2 verloor en zo met 1 punt laatste eindigde in poule C. Op 16 juli 2018 maakte Cahill bekend te stoppen als international.
| Interlands van Tim Cahill voor Australië | Interlands van Tim Cahill voor Australië | Interlands van Tim Cahill voor Australië | Interlands van Tim Cahill voor Australië | Interlands van Tim Cahill voor Australië | Interlands van Tim Cahill voor Australië | Interlands van Tim Cahill voor Australië |
| №                                        | Datum                                    | Wedstrijd                                | Uitslag                                  | Competitie                               | Goals                                    |                                          |
| Als speler van Millwall FC               | Als speler van Millwall FC               | Als speler van Millwall FC               | Als speler van Millwall FC               | Als speler van Millwall FC               | Als speler van Millwall FC               | Als speler van Millwall FC               |
| ---------------------------------------- | ---------------------------------------- | ---------------------------------------- | ---------------------------------------- | ---------------------------------------- | ---------------------------------------- | ---------------------------------------- |
| 1.                                       | 30 maart 2004                            | Zuid-Afrika – Australië                  | 0 – 1                                    | Vriendschappelijk                        | 0                                        |                                          |
| 2.                                       | 31 mei 2004                              | Australië – Tahiti                       | 9 – 0                                    | Kwalificatie WK 2006                     | 2                                        |                                          |
| 3.                                       | 2 juni 2004                              | Australië – Fiji                         | 6 – 1                                    | Kwalificatie WK 2006                     | 3                                        |                                          |
| 4.                                       | 6 juni 2004                              | Australië – Salomonseilanden             | 2 – 2                                    | Kwalificatie WK 2006                     | 1                                        |                                          |
| Als speler van Everton FC                |                                          |                                          |                                          |                                          |                                          |                                          |
| 5.                                       | 16 november 2004                         | Australië – Noorwegen                    | 2 – 2                                    | Vriendschappelijk                        | 1                                        |                                          |
| 6.                                       | 26 maart 2005                            | Australië – Irak                         | 2 – 1                                    | Vriendschappelijk                        | 0                                        |                                          |
| 7.                                       | 9 juni 2005                              | Australië – Nieuw-Zeeland                | 1 – 0                                    | Vriendschappelijk                        | 0                                        |                                          |
| 8.                                       | 15 juni 2005                             | Duitsland – Australië                    | 4 – 3                                    | FIFA Confederations Cup                  | 0                                        |                                          |
| 9.                                       | 18 juni 2005                             | Australië – Argentinië                   | 2 – 4                                    | FIFA Confederations Cup                  | 0                                        |                                          |
| 10.                                      | 21 juni 2005                             | Australië – Tunesië                      | 0 – 2                                    | FIFA Confederations Cup                  | 0                                        |                                          |
| 11.                                      | 3 september 2005                         | Australië – Salomonseilanden             | 7 – 0                                    | Kwalificatie WK 2006                     | 1                                        |                                          |
| 12.                                      | 6 september 2005                         | Salomonseilanden – Australië             | 1 – 2                                    | Kwalificatie WK 2006                     | 0                                        |                                          |
| 13.                                      | 9 oktober 2005                           | Australië – Jamaica                      | 5 – 0                                    | Vriendschappelijk                        | 0                                        |                                          |
| 14.                                      | 16 november 2005                         | Australië – Uruguay                      | 1 – 0 (4 – 2 n.s.)                       | Kwalificatie WK 2006                     | 0                                        |                                          |
| 15.                                      | 4 juni 2006                              | Nederland – Australië                    | 1 – 1                                    | Vriendschappelijk                        | 1                                        |                                          |
| 16.                                      | 7 juni 2006                              | Liechtenstein – Australië                | 1 – 3                                    | Vriendschappelijk                        | 0                                        |                                          |
| 17.                                      | 12 juni 2006                             | Australië – Japan                        | 3 – 1                                    | WK 2006                                  | 2                                        |                                          |
| 18.                                      | 18 juni 2006                             | Brazilië – Australië                     | 2 – 0                                    | WK 2006                                  | 0                                        |                                          |
| 19.                                      | 22 juni 2006                             | Kroatië – Australië                      | 2 – 2                                    | WK 2006                                  | 0                                        |                                          |
| 20.                                      | 25 juni 2006                             | Italië – Australië                       | 1 – 0                                    | WK 2006                                  | 0                                        |                                          |
| 21.                                      | 7 oktober 2006                           | Australië – Paraguay                     | 1 – 1                                    | Vriendschappelijk                        | 0                                        |                                          |
| 22.                                      | 11 oktober 2006                          | Australië – Bahrein                      | 2 – 0                                    | Kwalificatie Azië Cup 2007               | 0                                        |                                          |
| 23.                                      | 6 februari 2007                          | Denemarken – Australië                   | 3 – 1                                    | Vriendschappelijk                        | 0                                        |                                          |
| 24.                                      | 8 juli 2007                              | Australië – Oman                         | 1 – 1                                    | Azië Cup                                 | 1                                        |                                          |
| 25.                                      | 13 juli 2007                             | Irak – Australië                         | 3 – 1                                    | Azië Cup                                 | 0                                        |                                          |
| 26.                                      | 16 juli 2007                             | Thailand – Australië                     | 0 – 4                                    | Azië Cup                                 | 0                                        |                                          |
| 27.                                      | 21 juli 2007                             | Japan – Australië                        | 1 – 1 (4 – 3 n.s.)                       | Azië Cup                                 | 0                                        |                                          |
| 28.                                      | 6 februari 2008                          | Australië – Qatar                        | 3 – 0                                    | Kwalificatie WK 2010                     | 1                                        |                                          |
| 29.                                      | 15 oktober 2008                          | Australië – Qatar                        | 4 – 0                                    | Kwalificatie WK 2010                     | 1                                        |                                          |
| 30.                                      | 19 november 2008                         | Bahrein – Australië                      | 0 – 1                                    | Kwalificatie WK 2010                     | 0                                        |                                          |
| 31.                                      | 11 februari 2009                         | Japan – Australië                        | 1 – 1                                    | Kwalificatie WK 2010                     | 0                                        |                                          |
| 32.                                      | 6 juni 2009                              | Qatar – Australië                        | 0 – 0                                    | Kwalificatie WK 2010                     | 0                                        |                                          |
| 33.                                      | 17 juni 2009                             | Australië – Japan                        | 2 – 1                                    | Kwalificatie WK 2010                     | 2                                        |                                          |
| 34.                                      | 12 augustus 2009                         | Ierland – Australië                      | 0 – 3                                    | Vriendschappelijk                        | 2                                        |                                          |
| 35.                                      | 10 oktober 2009                          | Australië – Nederland                    | 0 – 0                                    | Vriendschappelijk                        | 0                                        |                                          |
| 36.                                      | 14 oktober 2009                          | Australië – Oman                         | 1 – 0                                    | Kwalificatie Azië Cup 2011               | 1                                        |                                          |
| 37.                                      | 14 november 2009                         | Oman – Australië                         | 1 – 2                                    | Kwalificatie Azië Cup 2011               | 0                                        |                                          |
| 38.                                      | 24 mei 2010                              | Australië – Nieuw-Zeeland                | 2 – 1                                    | Vriendschappelijk                        | 0                                        |                                          |
| 39.                                      | 1 juni 2010                              | Australië – Denemarken                   | 1 – 0                                    | Vriendschappelijk                        | 0                                        |                                          |
| 40.                                      | 5 juni 2010                              | Verenigde Staten – Australië             | 3 – 1                                    | Vriendschappelijk                        | 1                                        |                                          |
| 41.                                      | 13 juni 2010                             | Duitsland – Australië                    | 4 – 0                                    | WK 2010                                  | 0                                        |                                          |
| 42.                                      | 23 juni 2010                             | Australië – Servië                       | 2 – 1                                    | WK 2010                                  | 1                                        |                                          |
| 43.                                      | 3 september 2010                         | Zwitserland – Australië                  | 0 – 0                                    | Vriendschappelijk                        | 0                                        |                                          |
| 44.                                      | 7 september 2010                         | Polen – Australië                        | 1 – 2                                    | Vriendschappelijk                        | 0                                        |                                          |
| 45.                                      | 9 oktober 2010                           | Australië – Paraguay                     | 1 – 0                                    | Vriendschappelijk                        | 0                                        |                                          |
| 46.                                      | 17 november 2010                         | Egypte – Australië                       | 3 – 0                                    | Vriendschappelijk                        | 0                                        |                                          |
| 47.                                      | 10 januari 2011                          | India – Australië                        | 0 – 4                                    | Azië Cup                                 | 2                                        |                                          |
| 48.                                      | 14 januari 2011                          | Australië – Zuid-Korea                   | 1 – 1                                    | Azië Cup                                 | 0                                        |                                          |
| 49.                                      | 18 januari 2011                          | Australië – Bahrein                      | 1 – 0                                    | Azië Cup                                 | 0                                        |                                          |
| 50.                                      | 22 januari 2011                          | Australië – Irak                         | 1 – 0                                    | Azië Cup                                 | 0                                        |                                          |
| 51.                                      | 25 januari 2011                          | Oezbekistan – Australië                  | 0 – 6                                    | Azië Cup                                 | 0                                        |                                          |
| 52.                                      | 29 januari 2011                          | Japan – Australië                        | 1 – 0                                    | Azië Cup                                 | 0                                        |                                          |
| 53.                                      | 10 augustus 2011                         | Wales – Australië                        | 1 – 2                                    | Vriendschappelijk                        | 1                                        |                                          |
| 54.                                      | 2 september 2011                         | Australië – Thailand                     | 2 – 1                                    | Kwalificatie WK 2014                     | 0                                        |                                          |
| 55.                                      | 6 september 2011                         | Saoedi-Arabië – Australië                | 1 – 3                                    | Kwalificatie WK 2014                     | 0                                        |                                          |
| 56.                                      | 2 juni 2012                              | Denemarken – Australië                   | 2 – 0                                    | Vriendschappelijk                        | 0                                        |                                          |
| 57.                                      | 12 juni 2012                             | Australië – Japan                        | 1 – 1                                    | Kwalificatie WK 2014                     | 0                                        |                                          |
| Als speler van New York Red Bulls        |                                          |                                          |                                          |                                          |                                          |                                          |
| 58.                                      | 6 september 2012                         | Libanon – Australië                      | 0 – 3                                    | Vriendschappelijk                        | 1                                        |                                          |
| 59.                                      | 11 september 2012                        | Jordanië – Australië                     | 2 – 1                                    | Kwalificatie WK 2014                     | 0                                        |                                          |
| 60.                                      | 16 oktober 2012                          | Irak – Australië                         | 1 – 2                                    | Kwalificatie WK 2014                     | 1                                        |                                          |
| 61.                                      | 26 maart 2013                            | Australië – Oman                         | 2 – 2                                    | Kwalificatie WK 2014                     | 1                                        |                                          |
| 62.                                      | 4 juni 2013                              | Japan – Australië                        | 1 – 1                                    | Kwalificatie WK 2014                     | 0                                        |                                          |
| 63.                                      | 11 juni 2013                             | Australië – Jordanië                     | 4 – 0                                    | Kwalificatie WK 2014                     | 1                                        |                                          |
| 64.                                      | 18 juni 2013                             | Australië – Irak                         | 1 – 0                                    | Kwalificatie WK 2014                     | 0                                        |                                          |
| 65.                                      | 11 oktober 2013                          | Frankrijk – Australië                    | 6 – 0                                    | Vriendschappelijk                        | 0                                        |                                          |
| 66.                                      | 19 november 2013                         | Australië – Costa Rica                   | 1 – 0                                    | Vriendschappelijk                        | 1                                        |                                          |
| 67.                                      | 5 maart 2014                             | Ecuador – Australië                      | 4 – 3                                    | Vriendschappelijk                        | 2                                        |                                          |
| 68.                                      | 26 mei 2014                              | Australië – Zuid-Afrika                  | 1 – 1                                    | Vriendschappelijk                        | 1                                        |                                          |
| 69.                                      | 6 juni 2014                              | Australië – Kroatië                      | 0 – 1                                    | Vriendschappelijk                        | 0                                        |                                          |
| 70.                                      | 13 juni 2014                             | Chili – Australië                        | 3 – 1                                    | WK 2014                                  | 1                                        |                                          |
| 71.                                      | 18 juni 2014                             | Australië – Nederland                    | 2 – 3                                    | WK 2014                                  | 1                                        |                                          |
| 72.                                      | 4 september 2014                         | België – Australië                       | 2 – 0                                    | Vriendschappelijk                        | 0                                        |                                          |
| 73.                                      | 8 september 2014                         | Australië – Saoedi-Arabië                | 3 – 2                                    | Vriendschappelijk                        | 1                                        |                                          |
| 74.                                      | 10 oktober 2014                          | Verenigde Arabische Emiraten – Australië | 0 – 0                                    | Vriendschappelijk                        | 0                                        |                                          |
| 75.                                      | 14 oktober 2014                          | Qatar – Australië                        | 1 – 0                                    | Vriendschappelijk                        | 0                                        |                                          |
| 76.                                      | 18 november 2014                         | Japan – Australië                        | 2 – 1                                    | Kirin Cup                                | 0                                        |                                          |
| 77.                                      | 9 januari 2015                           | Australië – Koeweit                      | 4 – 1                                    | Azië Cup                                 | 1                                        |                                          |
| 78.                                      | 13 januari 2015                          | Oman – Australië                         | 0 – 4                                    | Azië Cup                                 | 0                                        |                                          |
| 79.                                      | 17 januari 2015                          | Australië – Zuid-Korea                   | 0 – 1                                    | Azië Cup                                 | 0                                        |                                          |
| 80.                                      | 22 januari 2015                          | China – Australië                        | 0 – 2                                    | Azië Cup                                 | 2                                        |                                          |
| 81.                                      | 27 januari 2015                          | Australië – Verenigde Arabische Emiraten | 2 – 0                                    | Azië Cup                                 | 0                                        |                                          |
| 82.                                      | 31 januari 2015                          | Australië – Zuid-Korea                   | 2 – 1                                    | Azië Cup                                 | 0                                        |                                          |
| 83.                                      | 16 juni 2015                             | Kirgizië – Australië                     | 1 – 2                                    | Kwalificatie WK 2018                     | 0                                        |                                          |
| 84.                                      | 3 september 2015                         | Australië – Bangladesh                   | 5 – 0                                    | Kwalificatie WK 2018                     | 0                                        |                                          |
| 85.                                      | 8 september 2015                         | Tadzjikistan – Australië                 | 0 – 3                                    | Kwalificatie WK 2018                     | 2                                        |                                          |
| 86.                                      | 8 oktober 2015                           | Jordanië – Australië                     | 2 – 0                                    | Kwalificatie WK 2018                     | 0                                        |                                          |
| 87.                                      | 12 november 2015                         | Australië – Kirgizië                     | 3 – 0                                    | Kwalificatie WK 2018                     | 1                                        |                                          |
| 88.                                      | 17 november 2015                         | Bangladesh – Australië                   | 0 – 4                                    | Kwalificatie WK 2018                     | 3                                        |                                          |
| 89.                                      | 29 maart 2016                            | Australië – Jordanië                     | 5 – 1                                    | Kwalificatie WK 2018                     | 2                                        |                                          |
| 90.                                      | 4 juni 2016                              | Australië – Griekenland                  | 1 – 0                                    | Vriendschappelijk                        | 0                                        |                                          |
| 91.                                      | 7 juni 2016                              | Australië – Griekenland                  | 1 – 2                                    | Vriendschappelijk                        | 0                                        |                                          |
| 92.                                      | 6 september 2016                         | Verenigde Arabische Emiraten – Australië | 0 – 1                                    | Kwalificatie WK 2018                     | 1                                        |                                          |
| 93.                                      | 6 oktober 2016                           | Saoedi-Arabië – Australië                | 2 – 2                                    | Kwalificatie WK 2018                     | 0                                        |                                          |
| 94.                                      | 11 oktober 2016                          | Australië – Japan                        | 1 – 1                                    | Kwalificatie WK 2018                     | 0                                        |                                          |
| 95.                                      | 23 maart 2017                            | Irak – Australië                         | 1 – 1                                    | Kwalificatie WK 2018                     | 0                                        |                                          |
| 96.                                      | 28 maart 2017                            | Australië – Verenigde Arabische Emiraten | 2 – 0                                    | Kwalificatie WK 2018                     | 0                                        |                                          |
| 97.                                      | 13 juni 2017                             | Australië – Brazilië                     | 0 – 4                                    | Vriendschappelijk                        | 0                                        |                                          |
| 98.                                      | 19 juni 2017                             | Australië – Duitsland                    | 2 – 3                                    | FIFA Confederations Cup                  | 0                                        |                                          |
| 99.                                      | 22 juni 2017                             | Kameroen – Australië                     | 1 – 1                                    | FIFA Confederations Cup                  | 0                                        |                                          |
| 100.                                     | 25 juni 2017                             | Chili – Australië                        | 1 – 1                                    | FIFA Confederations Cup                  | 0                                        |                                          |

Bijgewerkt op 28 juni 2017.

## Erelijst
Milwall
- Football League Second Division: 2000/01

 New York Red Bulls
- MLS Supporters' Shield: 2013

 Melbourne City
- FFA Cup: 2016

 Australië
- OFC Nations Cup: 2004
- AFC Asian Cup: 2015

Individueel
- Oceanisch voetballer van het jaar: 2004
- Australisch voetballer van het jaar: 2008/09